# ヨーロッパ (ロケット)

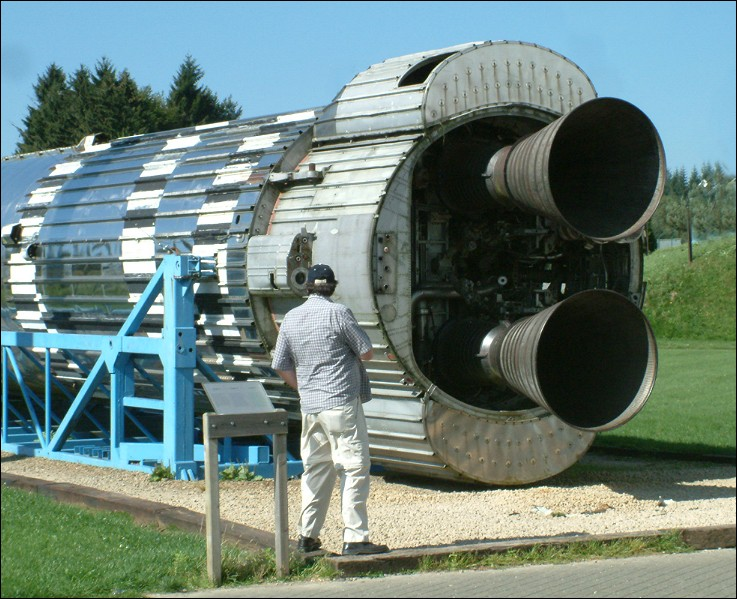
ヨーロッパ II ロケットエンジン

ヨーロッパはヨーロッパ宇宙機関（ESA）の前身の一つである欧州ロケット開発機構（ELDO）の開発していた初期の使い捨て型ロケットであり、アリアンシリーズの前身である。

## 概要

### 開発までの経緯
イギリスはアメリカの協力の基に1955年から中距離弾道ミサイル（IRBM）のブルーストリーク（Blue Streak）を開発していたが、即応性の問題から1960年にこの弾道ミサイル計画は中止された。これにより、それまでにブルーストリークに費やした莫大な費用を惜しむ声があり、ブルーストリークを「ブラックプリンス」の名前でイギリスの人工衛星打ち上げ用ロケット（ローンチ・ヴィークル）の第1段として転用する計画が持ち上がった。第2段目にはブラックナイトロケットからの派生品が、軌道投入段には小型の過酸化水素 / ケロシンロケットが予定されていた。
しかし、イギリス単独のこのロケット計画も費用がかかりすぎることが判明したため、費用を低減しながらブルーストリークを有効利用するため、また米ソの熾烈な宇宙開発競争に対抗するために、イギリスが中心となって1964年に欧州ロケット開発機構（ELDO）が設立された。ELDOの新しいヨーロッパロケット計画では、ブルーストリークを第1段目として使用するのは変わらなかったが、2段目と3段目にはフランスとドイツのロケットが使用されることとなり、それぞれが分担金を支払う事になった。

### 開発開始から計画終了まで
ヨーロッパ計画は、ELDO発足の準備段階の1962年からELDO-Aとしてイギリス主導で計画が開始された。イギリスはブルーストリークを転用した第1段、フランスは第2段コラリー（Coralie）と、ディアマンBの第3段から流用したヨーロッパ 2用の第4段PAS（ペリジ・アポジ・システム、固体燃料のP068+衛星アポジモーター）、ドイツは第3段アストリス（Astris）、イタリアとベルギーはフェアリングと搭載する人工衛星、オランダはテレメトリや誘導制御装置等の電装系をそれぞれ担当した。イギリスが開発した第1段の設計はヤード・ポンド法、その他の部分の設計はメートル法を採用した。開発には第2段コラリーと第3段アストリスのみを使用した弾道飛行ロケットのコラも用いられた。
ヨーロッパ計画は3段階の計画であり、試験モデルの実証飛行を行った後、ヨーロッパ1、ヨーロッパ2、ヨーロッパ3と発展させていく計画であった。イギリスのブルーストリーク単独やダミーの上段と組み合わせた飛行試験は何れも成功であったが、フランスとドイツの上段ロケット、イタリアのフェアリング、オランダの制御装置を組み込んだところ、それぞれが原因で全ての打ち上げに失敗した。これによって最終型のヨーロッパ 3の打ち上げ以前に計画は中止され、ELDOはヨーロッパ宇宙機関（ESA）へと発展的に解消された。
寄り合い所帯で宇宙開発の経験が乏しい国が上段を担当したり、各国の利害関係により意思決定に時間がかかり、イギリスとフランスの主導権争いやイギリス担当の1段目はヤード・ポンド法、その他の国が担当する2段目以降はメートル法が使用される等、各国の足並みが揃わず、自国企業が自国の出資金額を大幅に超えて受注を獲得した事例があった事等が失敗の一因であるとされる。
- 出典[1]

## ヨーロッパ1
3段式のヨーロッパ1は全長31.7m、重量110トン以上で1966年の時点で高度500kmの円軌道に1000から1200kgの軌道投入能力を備える予定だった。イギリスのホーカーシドレー･ダイナミックスが担当する1段目は全長18.4m、直径3.05m、89トンの推進剤(ケロシンと液体酸素)込みで重量95トンだった。海面高度での推力がそれぞれ667kNのロールスロイス製のRZ-2エンジンを2基備え、フランスのノールアビシオンとLRBAが担当する2段目のコラリーは全長5.50m、直径2m、9.85トンの常温での貯蔵が可能な推進剤(四酸化二窒素と非対称ジメチルヒドラジン)込みで12トンで推力268kNの4基の燃焼室のエンジンを備えた。3段目は西ドイツメッサーシュミット・ベルコウ・ブロームとERNOが担当する全長3.81m、直径2m、2.94トンの常温での貯蔵が可能な推進剤(四酸化二窒素とエアロジン-50)込みで4トンで推力23kNのエンジンを備えた。

## ヨーロッパ2
ヨーロッパ2は静止軌道へ衛星を投入するためにPAS(Perigee-Apogee System)と呼ばれる全長1.83m、直径0.8m、687kgの固体推進剤込みで807kgで推力41.2kNのエンジンを備えた4段目を追加した。ヨーロッパ2の予算は90%をフランスと西ドイツが負担して1969年にイギリスとイタリアは計画から離脱した。2回の飛行が予定されていたが、1971年11月5日にフランス領ギアナのクールーから1回打ち上げられただけで終了した。
完全に新設計のヨーロッパ3を開発する計画は中止され、後にフランス主導によるアリアン計画へと引き継がれた。

## 打ち上げ記録

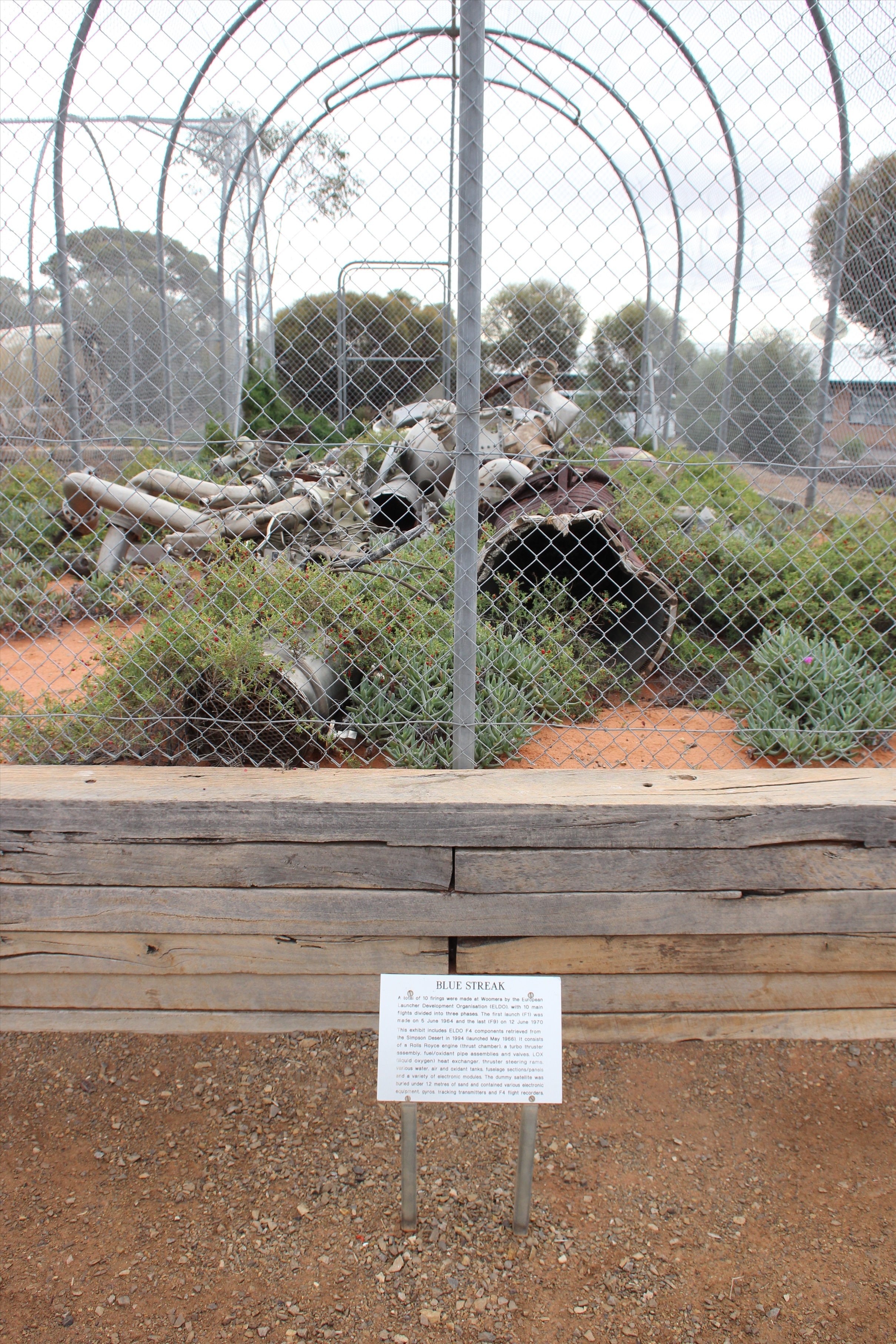
ウーメラ村内のウーメラエアクラフト&ミサイルパークに屋外展示されている4号機の残骸（2010年6月撮影）。

ウーメラ試験場におけるF1（フライト1）からF5までの第1段のブルーストリークの単独打ち上げ試験では成功が続いたが、初めて実機の第2段のコラリーを組み込んで打ち上げ試験を行ったF6-1では、コラリーのエンジンが点火せず打ち上げに失敗、続くF6-2でもコラリーの点火に失敗して打ち上げに失敗した。実機の第3段のアストリスとダミーペイロードを組み込んだ、初の実機のヨーロッパ 1の打ち上げとなったF7とF8では、アストリスの安全装置が働いてエンジンの燃焼が中断、テレメトリのデータの解析の結果、2段目の燃焼室の圧力と推力の変動がエンジンの停止中に3段目のタンク間の隔壁を破壊してこれが原因で自己着火性推進剤(N2O4/N2H4)が混ざり合って3段目の始動前に爆発に至った事が判明した。F9ではフェアリングの分離に失敗した。実機の第4段のPASを組み込んだ初のヨーロッパ 2の打ち上げとなったF10では、姿勢制御信号の送信が中断し第1段エンジンが燃焼停止、その後に第1段と第2段が爆発して打ち上げは失敗した。
| 打ち上げ | 日時           | 型式                       | 段数 | 第1段            | 第2段    | 第3段      | 第4段 | ペイロード      | 射場     | 成否 |
| -------- | -------------- | -------------------------- | ---- | ---------------- | -------- | ---------- | ----- | --------------- | -------- | ---- |
| F1       | 1964年6月5日   | 試験モデル（ヨーロッパ 1） | 1    | ブルーストリーク | -        | -          | -     | -               | ウーメラ | 成功 |
| F2       | 1964年10月20日 | 試験モデル（ヨーロッパ 1） | 1    | ブルーストリーク | -        | -          | -     | -               | ウーメラ | 成功 |
| F3       | 1965年3月22日  | 試験モデル（ヨーロッパ 1） | 1    | ブルーストリーク | -        | -          | -     | -               | ウーメラ | 成功 |
| F4       | 1966年5月24日  | 試験モデル（ヨーロッパ 1） | 1    | ブルーストリーク | ダミー   | ダミー     | -     | -               | ウーメラ | 成功 |
| F5       | 1966年11月15日 | 試験モデル（ヨーロッパ 1） | 1    | ブルーストリーク | ダミー   | ダミー     | -     | -               | ウーメラ | 成功 |
| F6-1     | 1967年8月4日   | 試験モデル（ヨーロッパ 1） | 2    | ブルーストリーク | コラリー | ダミー     | -     | -               | ウーメラ | 失敗 |
| F6-2     | 1967年12月5日  | 試験モデル（ヨーロッパ 1） | 2    | ブルーストリーク | コラリー | ダミー     | -     | -               | ウーメラ | 失敗 |
| F7       | 1968年11月30日 | ヨーロッパ 1               | 3    | ブルーストリーク | コラリー | アストリス | -     | STV-1（ダミー） | ウーメラ | 失敗 |
| F8       | 1969年7月31日  | ヨーロッパ 1               | 3    | ブルーストリーク | コラリー | アストリス | -     | STV-2（ダミー） | ウーメラ | 失敗 |
| F9       | 1970年6月6日   | ヨーロッパ 1               | 3    | ブルーストリーク | コラリー | アストリス | -     | STV-3（ダミー） | ウーメラ | 失敗 |
| F10      | 1971年11月5日  | ヨーロッパ 2               | 4    | ブルーストリーク | コラリー | アストリス | PAS   | STV-4（ダミー） | クールー | 失敗 |

- ここでは試験モデルも列挙する。
- 出典[1]

## 文献
- Bleeker, J. A. M., M. Huber, and Johannes Geiss (2001). The Century of Space Exploration. Dordrer: Klower Academic Publications.
- Bonnet, R. M. (1998). "Europe's Final Frontier." Forum for Applied Research and Technology. 13.
- (1967). "European Rocket Crashes on Flight." New York Times. August 5.
- Harvey, Brian (2003). Europe's Space Programma: To Ariane and Beyond. Berlin: Springer-Verlag.
- Morgan Dan (1969). "Europe's Rocketry Beset By Failure." Washington Post. July 24.
- J. Krige and A. Russo (2000). "A History of the European Space Agency 1958 – 1987 (Vol. 1 - ESRO and ELDO, 1958 - 1973) " European Space Agency Special Publication